# Потапенково
Потапенково (каз. Потапенково) — упразднённое село в Бородулихинском районе Восточно-Казахстанской области Казахстана. Ликвидировано в 2018 г. Входило в состав Новошульбинского сельского округа. Код КАТО — 633873300.

## Население
В 1999 году население села составляло 146 человек (82 мужчины и 64 женщины). По данным переписи 2009 года, в селе проживало 49 человек (28 мужчин и 21 женщина).